# Equazione di co-stato
L'equazione di co-stato è correlata all'equazione di stato utilizzata nel controllo ottimale. Viene anche definita equazione ausiliaria, aggiunta, influenza o moltiplicatore. È indicato come un vettore di equazioni differenziali del primo ordine
{\displaystyle {\dot {\lambda }}^{\mathsf {T}}(t)=-{\frac {\partial H}{\partial x}}}
dove il lato destro è il vettore di derivate parziali del negativo dell'Hamiltoniano rispetto alle variabili di stato.

## Interpretazione
La variabile {\displaystyle \lambda (t)} può essere interpretata come moltiplicatore di Lagrange associato alle equazioni di stato. Le equazioni di stato rappresentano i vincoli del problema di minimizzazione e le variabili costate rappresentano il costo marginale della violazione di tali vincoli; in termini economici le variabili di costo sono i prezzi ombra.

## Soluzione
L'equazione di stato è soggetta a una condizione iniziale e viene risolta in avanti nel tempo. L'equazione di costo deve soddisfare una condizione terminale e viene risolta indietro nel tempo, dall'ultimo momento all'inizio. Per maggiori dettagli vedi il principio massimo di Pontryagin.